# Jhon Jarrín
Jhon Jarrín (21 de dezembro de 1961 – Cuenca, 8 de março de 2021) foi um ciclista olímpico equatoriano. Representou seu país em dois eventos durante os Jogos Olímpicos de Verão de 1980. Tornou-se campeão equatoriano, sul-americano e pan-americano.
Morreu no dia 8 de março de 2021 em um acidente de trânsito em Cuenca.